# Georg Friedrich Schultz
Georg Friedrich Schultz (* 13. Dezember 1809 in Dannenberg; † 30. Juli 1866 in Hannover) war ein deutscher Weinhändler, Dichter und Amateur-Astronom.

## Leben
Der Sohn des Ratskellerpächters Johann Christian Schultz widmete sich dem Handel und erwarb 1833 in Lüchow ein Weingeschäft, mit dem er es zu Wohlstand brachte. Gleichzeitig studierte er Naturwissenschaften und Astronomie.
1836 ehelichte er Lucie Caroline Lange, Tochter des Chirurgen Hartwig David Carl Lange in Uelzen. Am 5. August 1840 wurde ihr erster Sohn Carl Phillipp geboren.
Studienreisen führten in nach England, in südeuropäische Länder und nach Nordafrika, wobei er eine umfangreiche Schmetterlingssammlung aufbaute. 1860 forderte der Astronom Johann Heinrich von Mädler ihn auf, die Sonnenfinsternis in Victoria zu beobachten.
Georgs Vetter Karl Schultz (* 14. April 1816 in Lüchow; † 20. Februar 1858) hatte sich seit seiner Konfirmation ebenfalls dem Weinhandel gewidmet, in der 1714 von Johann Wilhelm Ahles gegründeten Weinhandlung in der hannoverschen Calenberger Neustadt. Sein Prinzipal, Carl Ahles, übergab ihm 1848 das blühende Geschäft nach treuer Pflichterfüllung. 1855 zwang ihn ein Lungenleiden, dem er später erlag, das Geschäft in andere Hände abzugeben, worauf Georg Schultz zur Übernahme des Geschäfts nach Hannover übersiedelte.
1856 wurde er Mitglied der Naturhistorischen Gesellschaft. Er galt auch als „eifriger Schachfreund“. Seine republikanischen Ansichten waren stadtbekannt. Ab Anfang der 1860er Jahre machte er sich zusammen mit Hermann Schläger um die Gründung eines zoologischen Gartens auf Aktien verdient.
Seine Gedichte von 1861 sind „sehr ungleich“, insbesondere bei seinen Liebesgedichten verschwindet unter der prosaischen Darstellung das poetische Gewandt. Erfreulicher galten seine Naturlieder. Er dichtete auch über die Länder, durch die er wanderte.

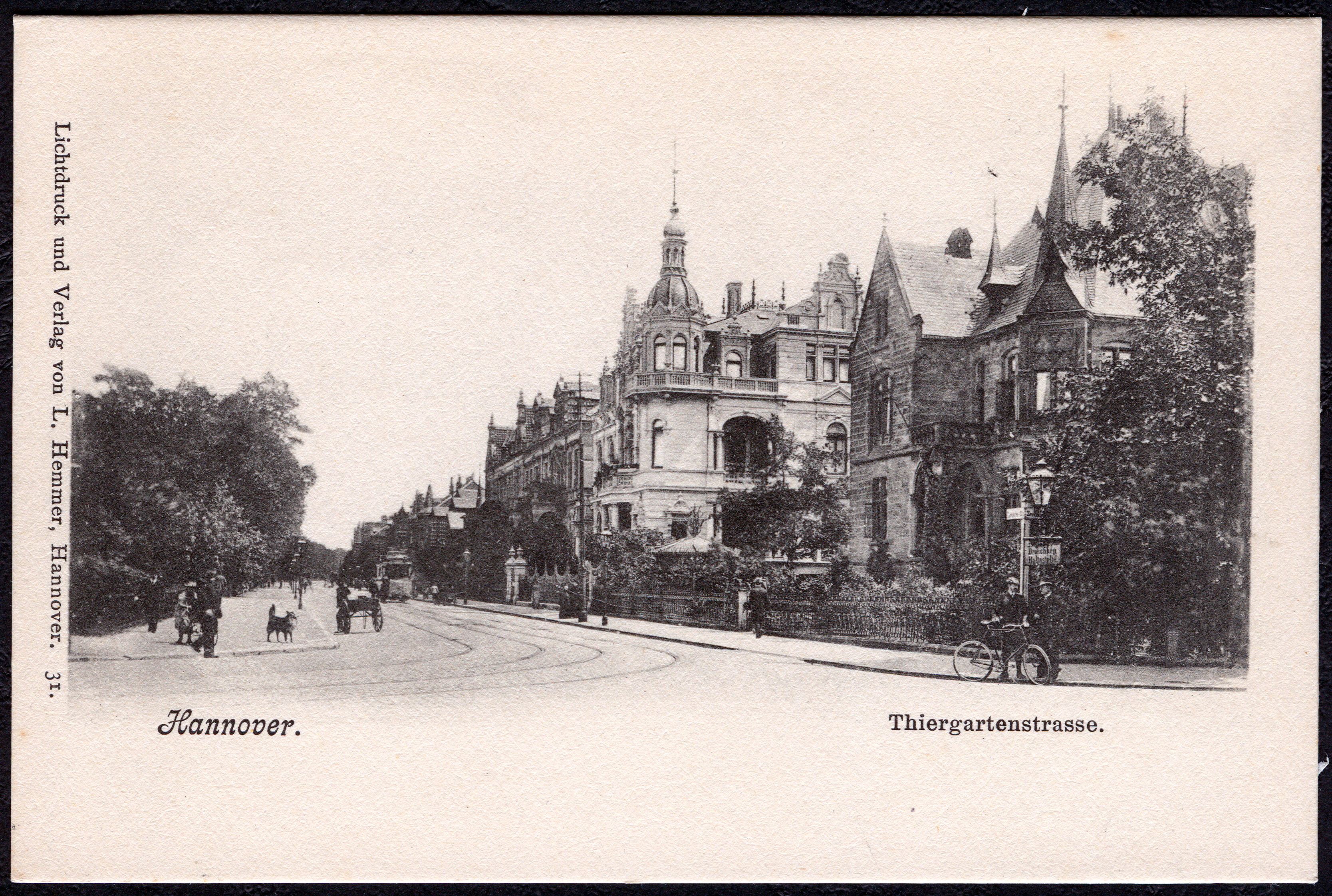
Hindenburgstraße 1 (früher Tiergartenstraße 1, ganz rechts) von Wilhelm Lüer;
Ansichtskarte Nr. 31 von Ludwig Hemmer

1864 ließ er sich in der Hindenburgstraße 1 (früher Tiergartenstraße 1) von Wilhelm Lüer eine Villa errichten, die sich jedoch nicht erhalten hat. Er erwarb 2 Morgen Land bei Hahnebuthsblick gegenüber dem Zoo, um für das gebildete Publikum eine öffentlich zugängliche Sternwarte auf eigene Rechnung zu errichten.
Er berichtete noch über die Bären Petz und Butz ehe er einer fünftägigen Leberassection erlag. Am 2. August wurde er auf dem Friedhof Engesohde neben dem Grab von H. Schläger beigesetzt.  Das noch in seinem Todesjahr gegründete Aquarium ging 1882 wieder ein.